# 犬島
犬島（いぬじま）は瀬戸内海に位置する島のひとつである。犬島諸島最大の島であり、行政上は岡山県岡山市東区犬島に属する。犬島本島とも呼ばれる。岡山市内唯一の有人離島でもある。郵便番号は704-8153（西大寺郵便局管区）。2016年9月30日現在で人口49人。2010年10月1日時点で35世帯。
古くから銅の製錬業と採石業などで隆盛をきわめた当時の遺構が残されている。また、2008年の犬島精錬所美術館開館、2010年の瀬戸内国際芸術祭以降は、現代アートの島としても知られる。

## 地理

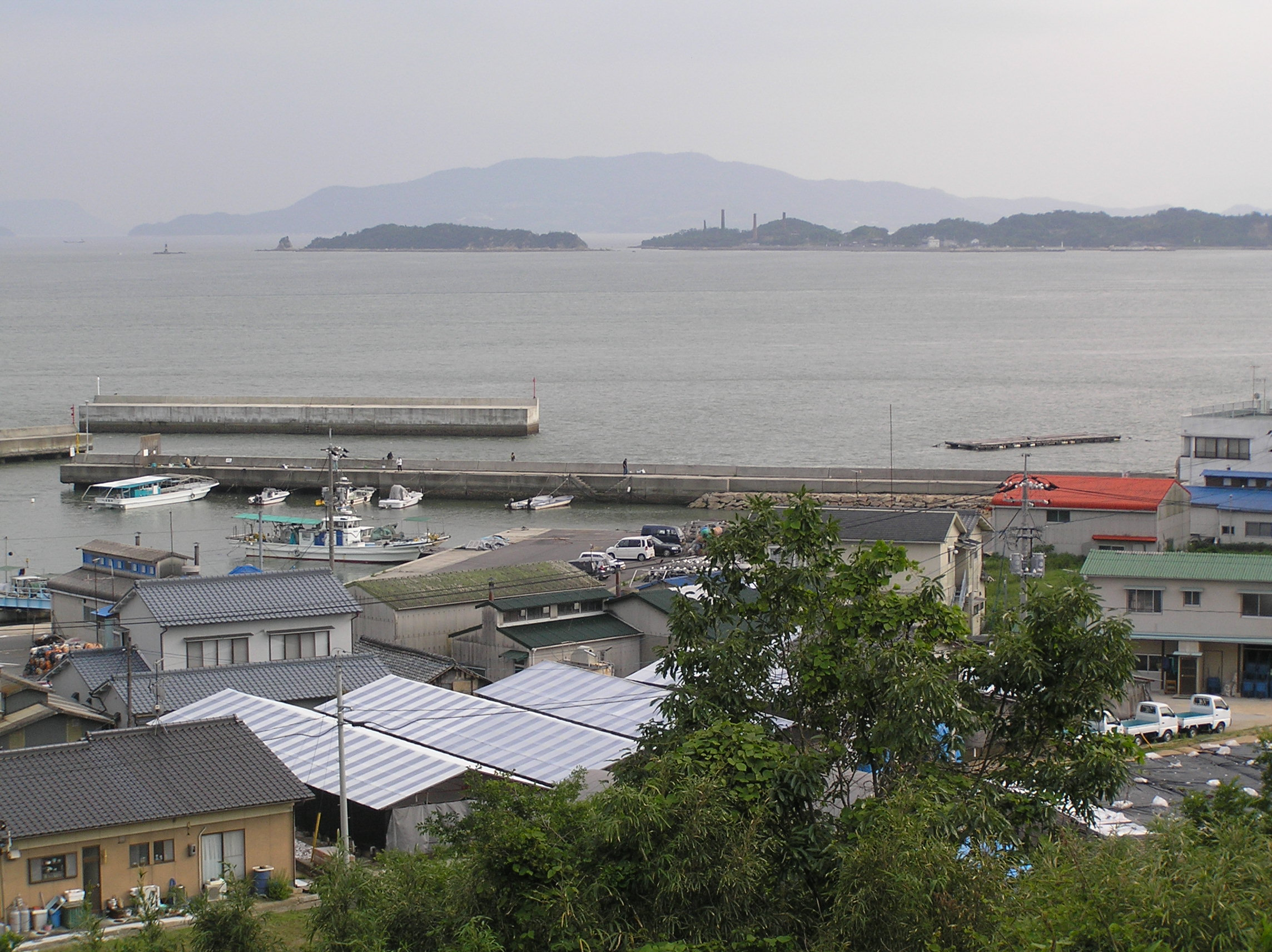
本州（岡山市宝伝）から見る犬島。

岡山市の東南端に位置する宝伝・久々井地区の沖約2.2kmに位置しており
、本土からは定期船で約8分の距離にある。釜の瀬戸と呼ばれる海峡を挟んで 同じ犬島諸島の犬ノ島と、鼓瀬戸と呼ばれる海峡を挟んで犬島諸島の沖鼓島と接する。
地質は主に花崗岩からなるが沖積層と埋立地もわずかに存在する。標高差が30m前後のなだらかな地形となっているが、これは長年に渡る石材の採掘などによって地形が大きく改変されたためである。石材採掘の結果として多くの断崖や洞窟、10数個にのぼる池沼が存在し、島本来の地形はほとんど想像することすら困難である。岡山理科大学教授の能美洋介は石材採掘前の地形を推計することにより、犬島本島および犬ノ島から搬出された石材は約42万m3以上になると試算している。
かつては急峻な山麓が海岸まで迫っており、自然の海岸は小規模なものが5ヶ所ほど存在していたに過ぎなかったが、1950年ごろにはすでに海岸が人工的に形成されており、海岸線は徒歩で一周しうる程度のものとなっていた。このため犬島の海岸線の外縁に広がる地形は極めて深い。また前述の池沼の他に特に河川は存在せず、若干の溝渠があるに過ぎない。瓦葺き、焼杉板の壁の戦前に建てられた建物が多い。

### 自然

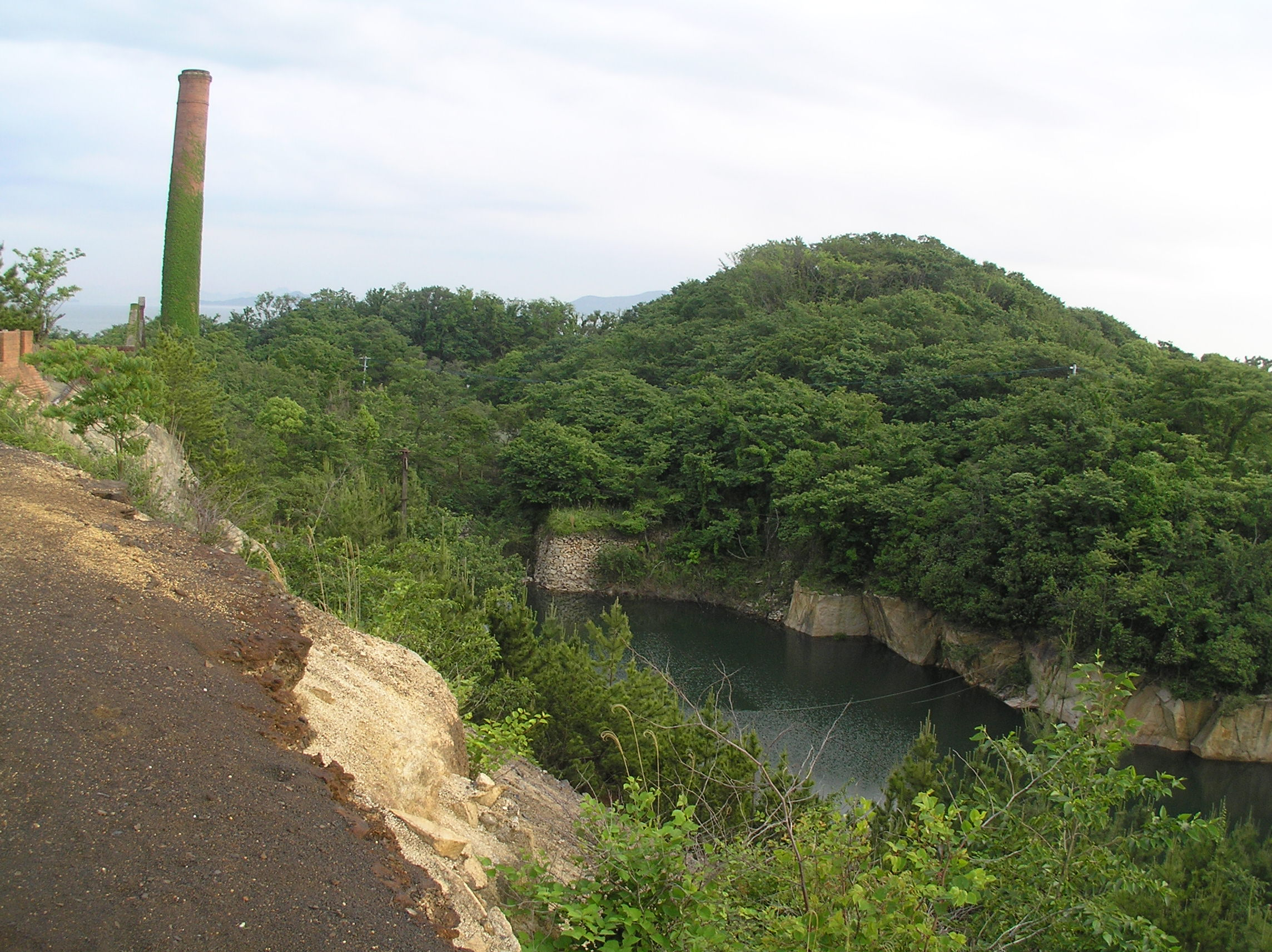
島内にある池沼のひとつ。石材の採掘された跡である。

年間平均気温は16.6℃、年間降水量は1100mm程度と、気候は温暖かつ少雨の瀬戸内海気候であるが、離島であるためか沿海部や内陸部の各集落に比べて冬も温暖で夏もしのぎやすいという微気候の違いがあり、地元の人間の俗言として「地方に三度霜が降れば島に一度降りる」というものが記録されている。内海に位置するため風は少なく、また高い山が無いために雨量もあまり多くないとされる。
植生のほとんどはコナラ群落で占められているが、アカマツなどの針葉樹やススキなども自生している。生物にはドンコをはじめ、干潟・藻場に生息する水生生物、ナガマルチビゲンゴロウなどをはじめとする希少昆虫、瀬戸内海の海洋生物などが見られる。また犬島では冬鳥として全国に渡来するジョウビタキが非繁殖期である秋季にも、雌雄ともに複数個体の集団で生息している様子が確認されている。
かつては多数の猫が生息していたが、2009年に駆除され減少している。

### 地名の由来
かつて本島山頂にあった「犬石」と呼ばれる犬のうずくまったような形で、また頭が乾（いぬい、西北）の方角を向いているように見える巨石に由来する。現在この石は犬ノ島山上に置かれている神社、犬石宮に祀られており、この石の細末を採って身に着けていると狂犬に噛まれないとされている。また取り憑くと瘧のような症状を発するという犬神を退散させる、狂犬や気性の荒い犬を島に離すと大人しい性格に戻るなどという伝承も存在する。
犬石は901年（延喜元年）、太宰府に流される途中でこの島に立ち寄った菅原道真が名付けたものとされている。海上で嵐に遭った道真はかつて飼っていた犬のものと似た鳴き声に導かれてこの島に辿り着き、この岩を見つけたという。

## 歴史

### 先史
犬島諸島の地竹ノ子島にある犬島貝塚は岡山県最古かつ西日本最古級の貝塚とされており、旧石器時代のナイフ形石器や縄文時代の土器、石器、石鏃が発見されている。ほか、犬島本島の小山岬遺跡では旧石器時代の石器包含層が露出、松ヶ鼻遺跡では黒曜石細石刃や尖頭器、ナイフ形石器などが出土している。

### 古代から中世
前述の犬島貝塚では古墳時代の前方後円墳および石棺、高坏、鏡が発見されている。江戸時代に盗掘されたため手がかりが少なく、誰の墓かは不明であるが、海面が低かった当時の瀬戸内海においてこの島は見晴らしがいい高台の場所であったことから、地元の権力者のもの、あるいはその位置から海の民の有力者のものであると考えられている。
平安時代中期に書かれたとされる枕草子には、一条天皇の愛猫「命婦の御許（おとど）」が同じく宮中で飼われていた犬の「翁まろ」に噛みつかれそうになり、それを見て怒った一条天皇が蔵人忠隆らに「この翁まろ打ちてうじて、犬島につかはせ、ただいま」（この翁まろを打ちこらしめて、犬島に追いやれ、すぐ）と命じる下りがあるが、この「犬島」は北村季吟の枕草子春曙抄以来犬島本島を指すとする解釈が知られている。しかしこれには異説も多く、他に「犬、島に使わせ」と区切るべきであるという説、藤原秀能の『如願法師集』に「いぬしまや 中なる淀の渡し守」の句が見えること、当時罪を犯した犬を放逐する場所として淀が指定されていたことを示す文書が見つかっていること、枕草子と同時期に書かれた往来物のひとつ『和泉往来』に淀川中の中州の名前として「犬嶋」が出てくることなどからその地に比定する説などが知られている。
平地の少ない高峻な地形と繋船に便利な海岸、そして洞穴、瀬戸などを有し、また海洋交通上重要な位置に所在していた犬島は、奈良時代から平安、戦国時代にかけて海賊の根拠地、寄港地として機能していた「。岡山藩士の土肥経平を作者とする、1774年(安永3年)に成立した軍記物語である『備前軍記』には、戦国期の犬島は児島郡の日比（北緯34度27分25.5秒 東経133度55分23.2秒 / 北緯34.457083度 東経133.923111度）と並ぶ瀬戸内海でも一、二を争う海賊の巣窟であり、この近海は「犬島関」と呼ばれる海路通行の難所とされていたほか、乙子（北緯34度37分44.8秒 東経134度2分23秒 / 北緯34.629111度 東経134.03972度）など沿岸の村もしばしばこれらの海賊による襲撃に苛まれていた、と記述されている。また阿波三好氏を中心とした軍記である『南海治乱記』は本島を拠点とする著名な海賊として日本佐奈介の名を挙げている。
また備前軍記には犬島の海賊にまつわる以下の様な挿話が記されている。
1445年(文安2年)の『兵庫北関入船納帳』は兵庫関に犬島より年12回に及び米、豆、小麦、「備後」などを積んだ船が入港していることを記している。
1590年(天正18年)から1597年(慶長2年)の岡山城改修の際、宇喜多秀家は石垣建造のため、船を利用して大量の石材を運んだ。筏に乗せられた石材は旭川を遡り城のすぐ脇にまで運ばれた。

### 近世

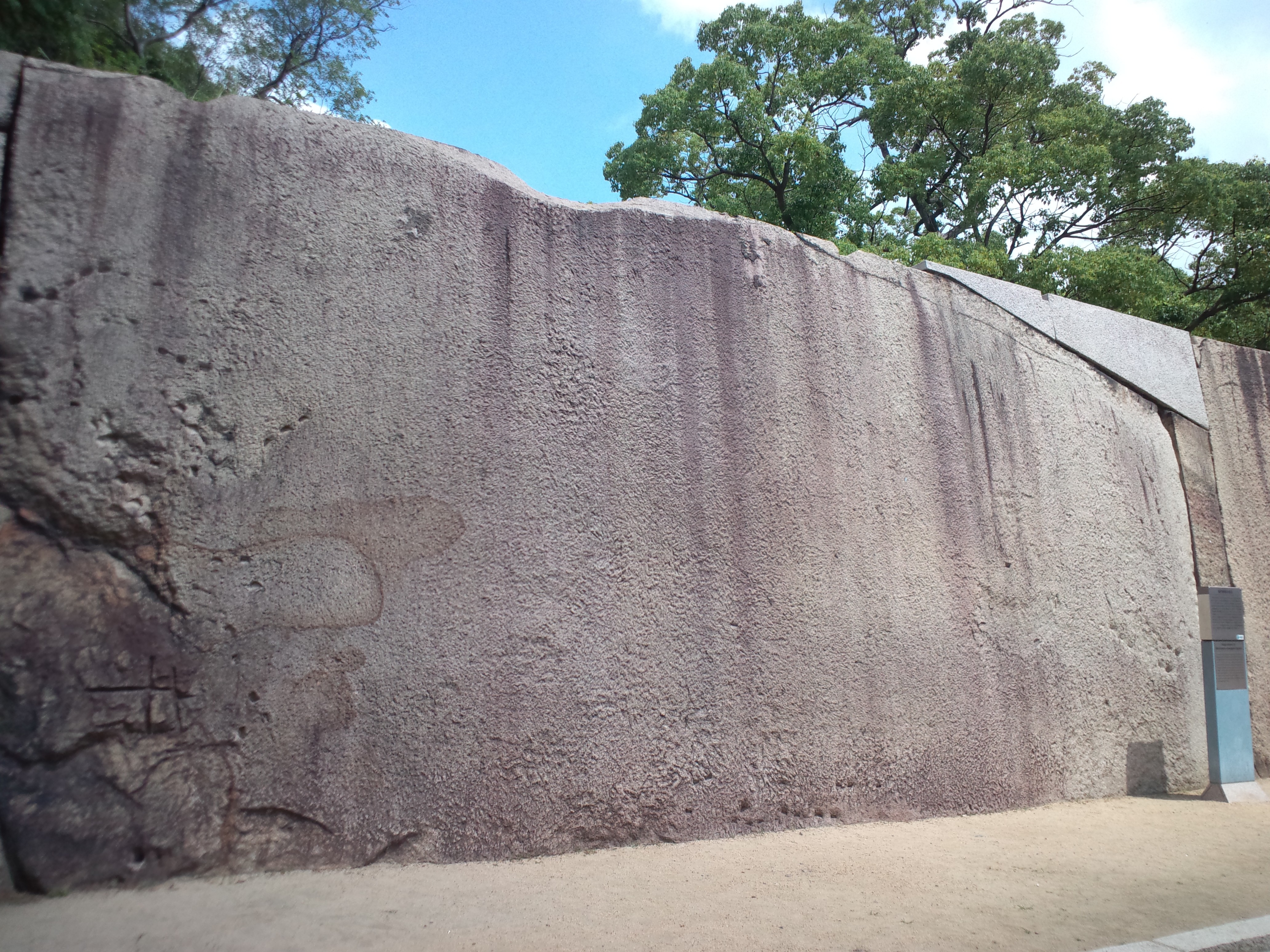
大阪城桜門枡形の蛸石。犬島から切りだされたもので、縦5.5m、横11.7mと城内最大の大きさを誇る。大阪城の巨石上位10位のうち7つが岡山藩によるものであり、忠雄がいかに普請に力を注いでいたかが分かる。

1620年(元和6年)より始まった大阪城の改修に際し、池田忠雄は自らの普請に犬島の石を使った。忠雄は鍋島氏他の西国大名にも石を提供しており、1950年(昭和25年)には大阪城修築時の残石とされる、巴紋の刻まれた定紋石11個が見つかっている。1628年(寛永5年)には牛窓にキリシタン穿鑿のための番所が設置され、犬島にも在番構所が備えられた。その他1640年(寛永17年)、1642年(寛永19年)の文献では犬島に置かれた異国船遠見番所に関する記述がある。また、1668年(寛文8年)に建立された鶴岡八幡宮一の鳥居 は犬島の石材により造られたものである。この鳥居は夢で八幡大神よりお告げを受けた崇源院の命によって、徳川家綱により建立された
。
また池田綱政が1687年(貞享4年)、後楽園を造った際使った奇石・大石の大部分は犬島より取り寄せられたものである。園内一の大石である花葉の池畔の大立石や慈眼堂境内の烏帽子岩は1788年(天明8年)、池田治政の時代に取り寄せられたものであるがそのままの形では運ぶことができず、それぞれ92分割、36分割して園内で復元立石がなされた。この作業をするにあたって造られた木組みの模型は保存されている。
土地の生産性が低く、一挙に多人数を維持し得ない地理的条件を持つ犬島は、他の海賊拠点地と同様に子孫が住み着くまでには至らず、一旦は無人の島となっていたが1687年(元禄元年)に藩の指図によって、児島郡番田より井上紋太郎家、邑久郡東片岡村より佐藤善太郎家の2軒が犬島に定住し、農耕に従事した。同年犬島には児島湾口を守るための番所が置かれ、牛窓沖辺りまでの警備にあたった。

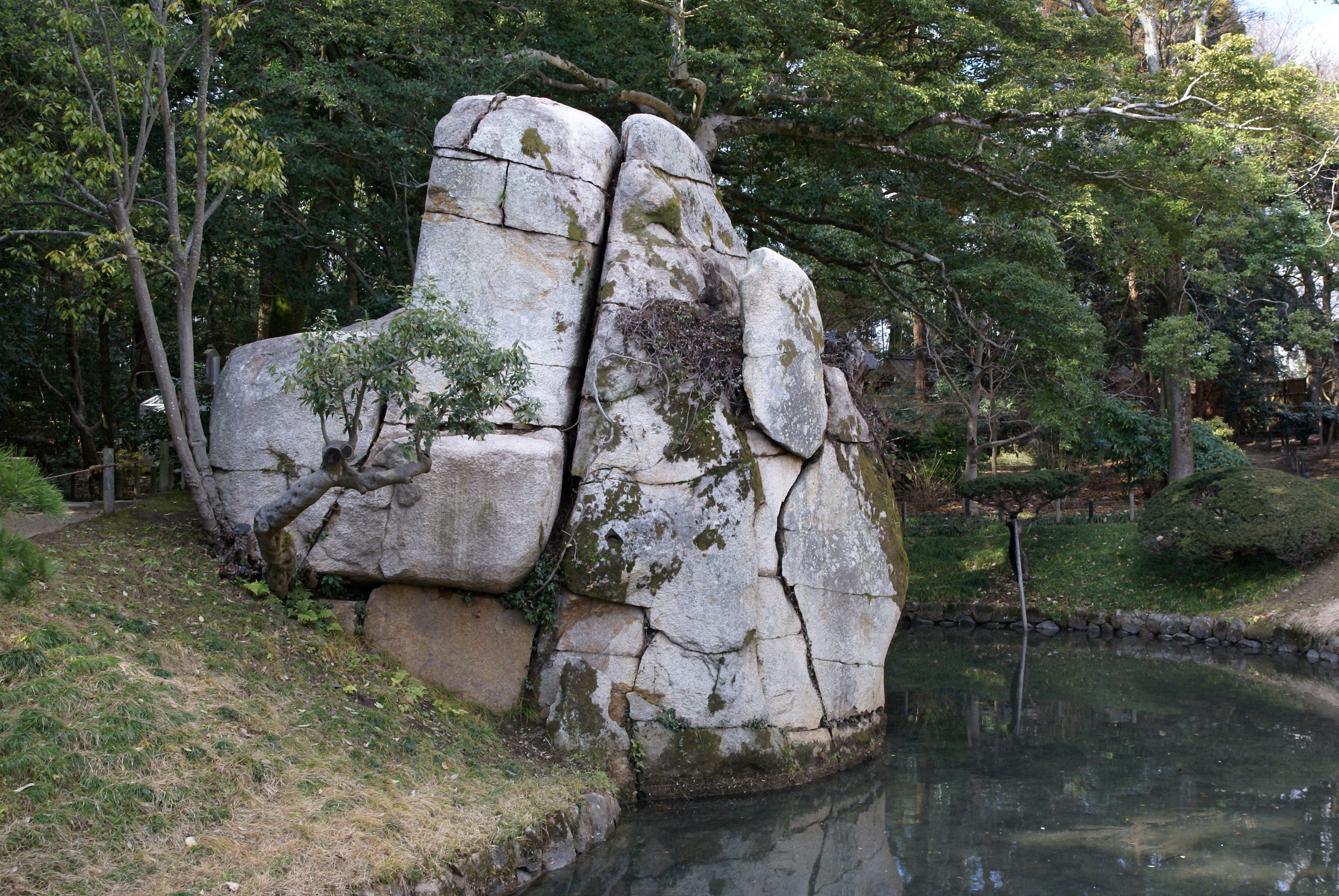
後楽園花葉の池畔の大立石。
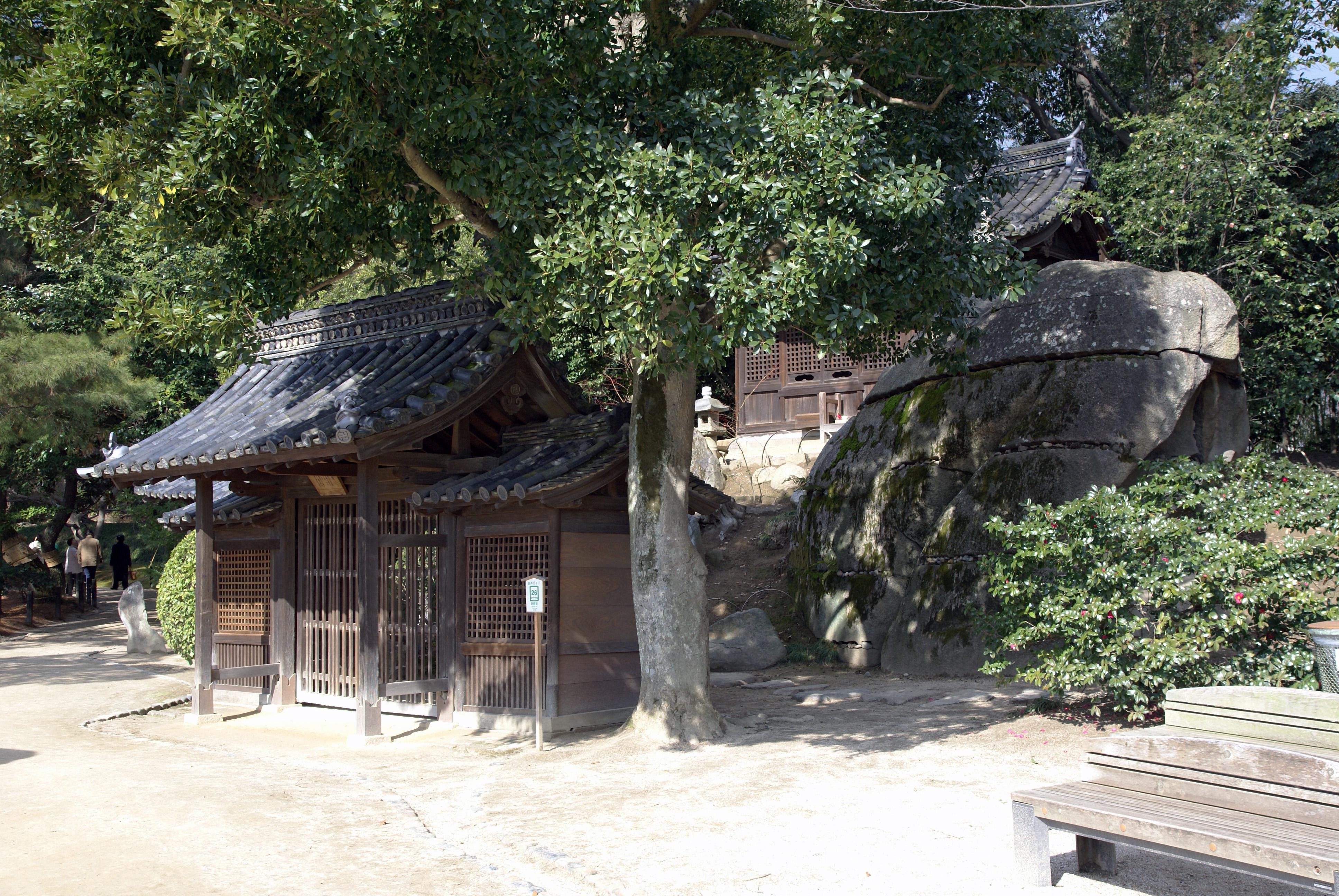
後楽園慈眼堂の烏帽子岩。
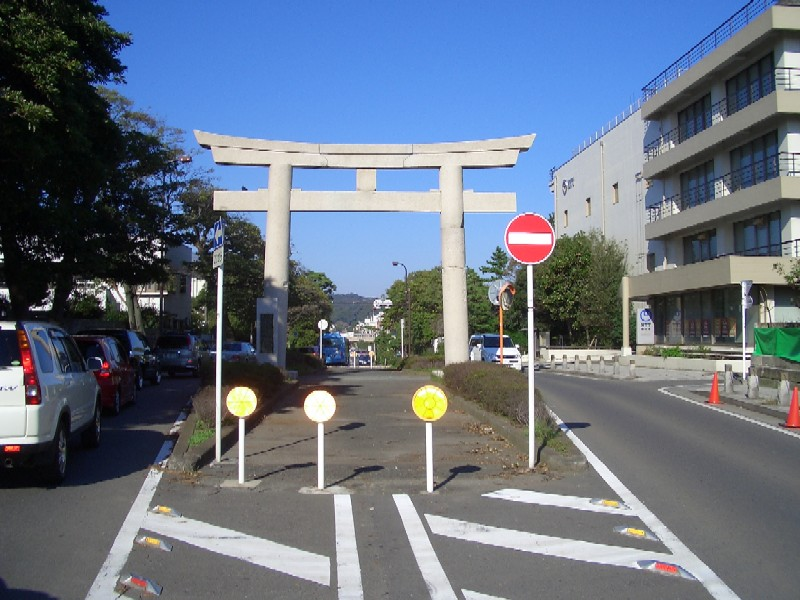
鶴岡八幡宮一の鳥居。1668年(寛文8年)建立。

### 近代

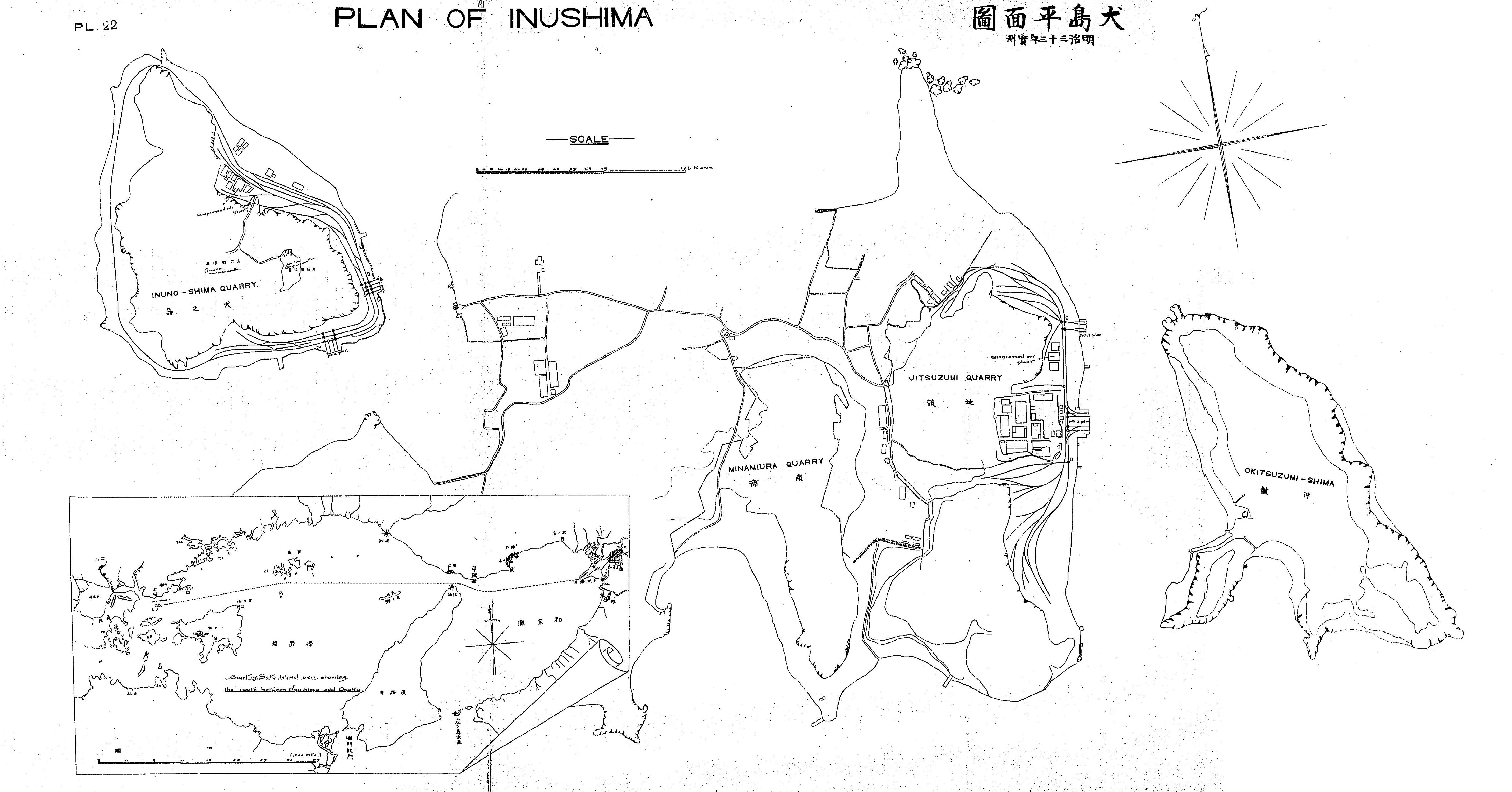
犬島諸島、および大阪港と犬島の位置関係を記した地図。

1868年(明治元年)に開港された大阪港は安治川河口から遡った場所にあり、水深が浅かったために大型船舶は入港することができなかった。そのために外国からの大型船は近くの兵庫港へと移り、川口居留地にいた外国商人も次々と神戸外国人居留地に転居していった。紆余曲折ののち、大阪府民にとって積年の悲願であった大型船の入航できる近代港湾の整備は、1897年(明治30年)より総工事費2167万5000円との計画で大阪市によって着工されることとなった。
この築港に使う石材の供給地として白羽の矢が立ったのが、大阪港まで汽船1夜ほどの距離に位置しており、また船を留めやすい瀬戸を有していた犬島本島東部の地鼓、および犬島諸島の犬ノ島であった。石材の運搬には70坪積汽船の「犬島丸」6艘と20坪汽船「早潮」15艘が用いられ、これらは汽船「咲花丸」により牽引されることとなった。大阪市の確保したこれら採石地の総面積は諸島全体の4分の1強に達していた。
当時の犬ノ島には前述の犬石、天満宮などが所在し神域として島民に崇敬されていた ほか、地鼓には民有地が多く、これらに従する問題より両所における採石は大きく遅れることとなった。石材の需要を補うため、犬島諸島内の沖鼓島国有林に臨時の採石場が開かれ、1898年(明治31年)4月13日をもってこの地における採石が始まった。
これと並行して犬ノ島、地鼓の2ヶ所に関する整備も続行され、翌年6月には沖鼓島の採石場は廃止されることとなった。沖鼓島には船舶及び工場用の石炭貯蔵場、犬島本島には採石工場事務所、倉庫および公舎、小器具の製作修繕に供すべき鍛冶場および公舎、その他火薬庫、避病舎、石炭置き場、荷揚げ場、人夫小屋などが建設された。飲料水貯留用の溜池も造られ、一般の供給に備えて医師、衛生係が1名ずつ派遣された。また請願巡査4名が置かれ、衛生、またその他一般の事故取り締まりの任に当たった。
これらの採石のために多数の職工人夫が雇用され、1902年(明治35年)には15万5894人の石工、1531人の大工、19万7723人の人夫が犬島に渡った。当時の犬島は「築港千軒」と呼ばれ、常時5000人から6000人ほどが居留し、港周辺には歓楽街も形成された。また天満宮は犬島本島に、犬石は犬ノ島内の別地点に移転された。
1905年(明治38年)を境に大阪築港に伴う採石は急速に下火となっていった。

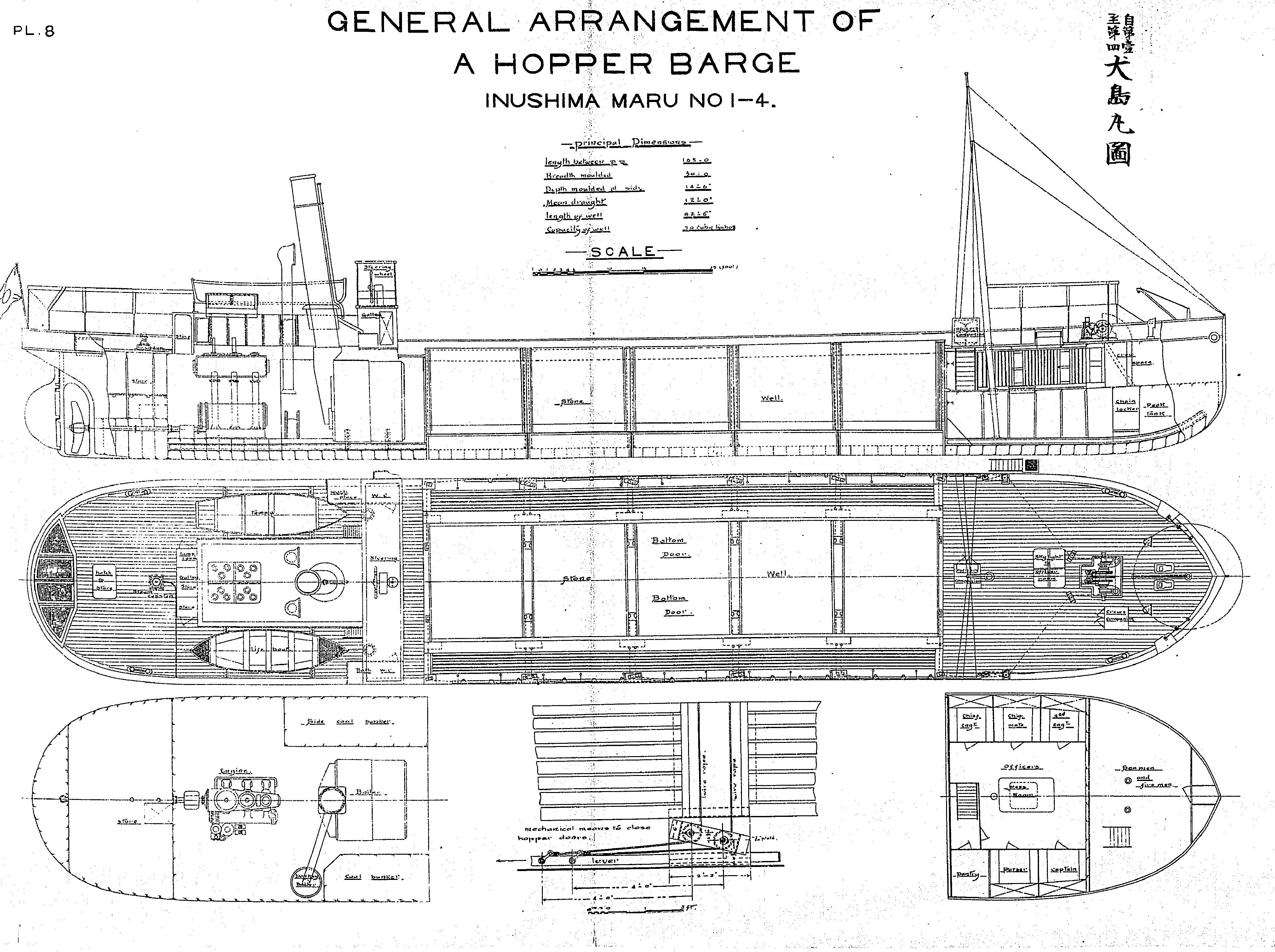
犬島丸の図面。
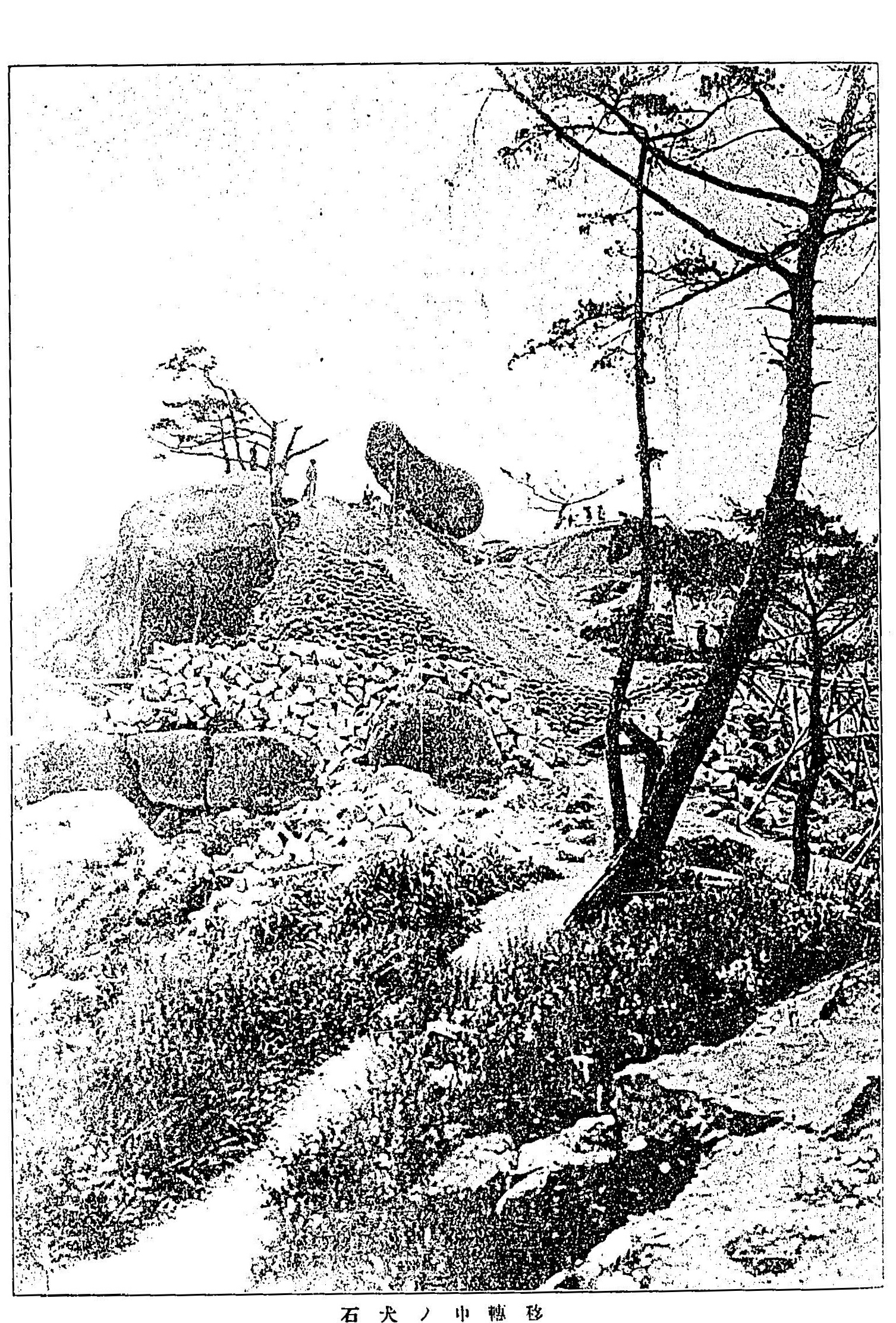
移転中の犬石。
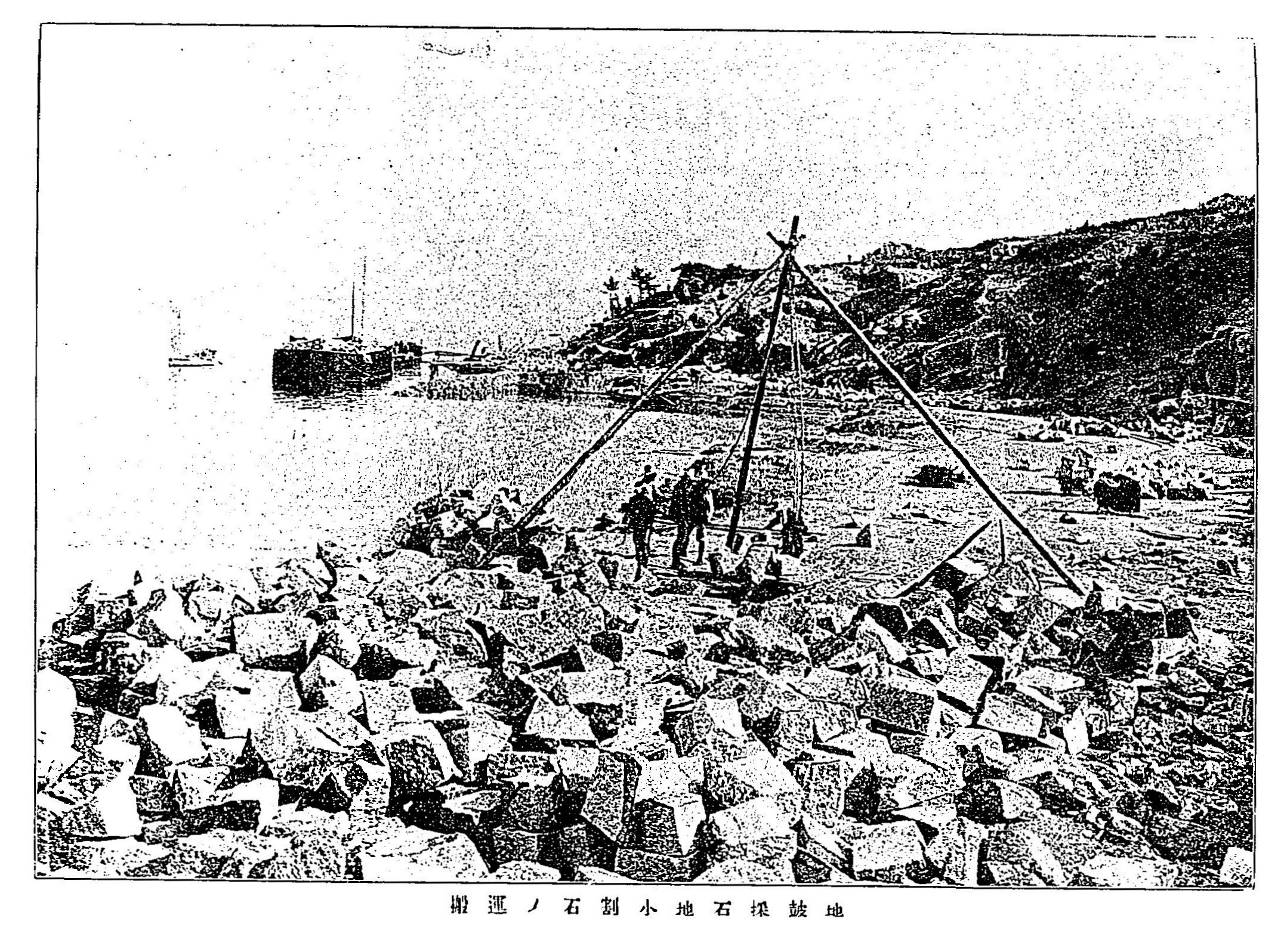
地鼓採石地における小割石の運搬。

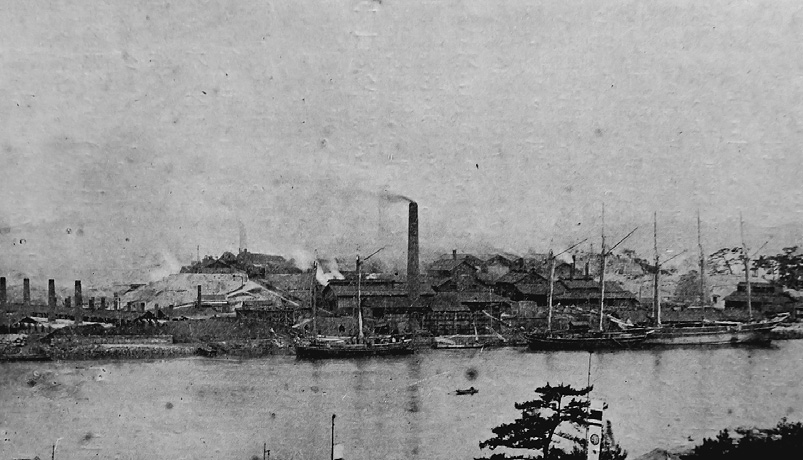
往時の犬島製錬所。

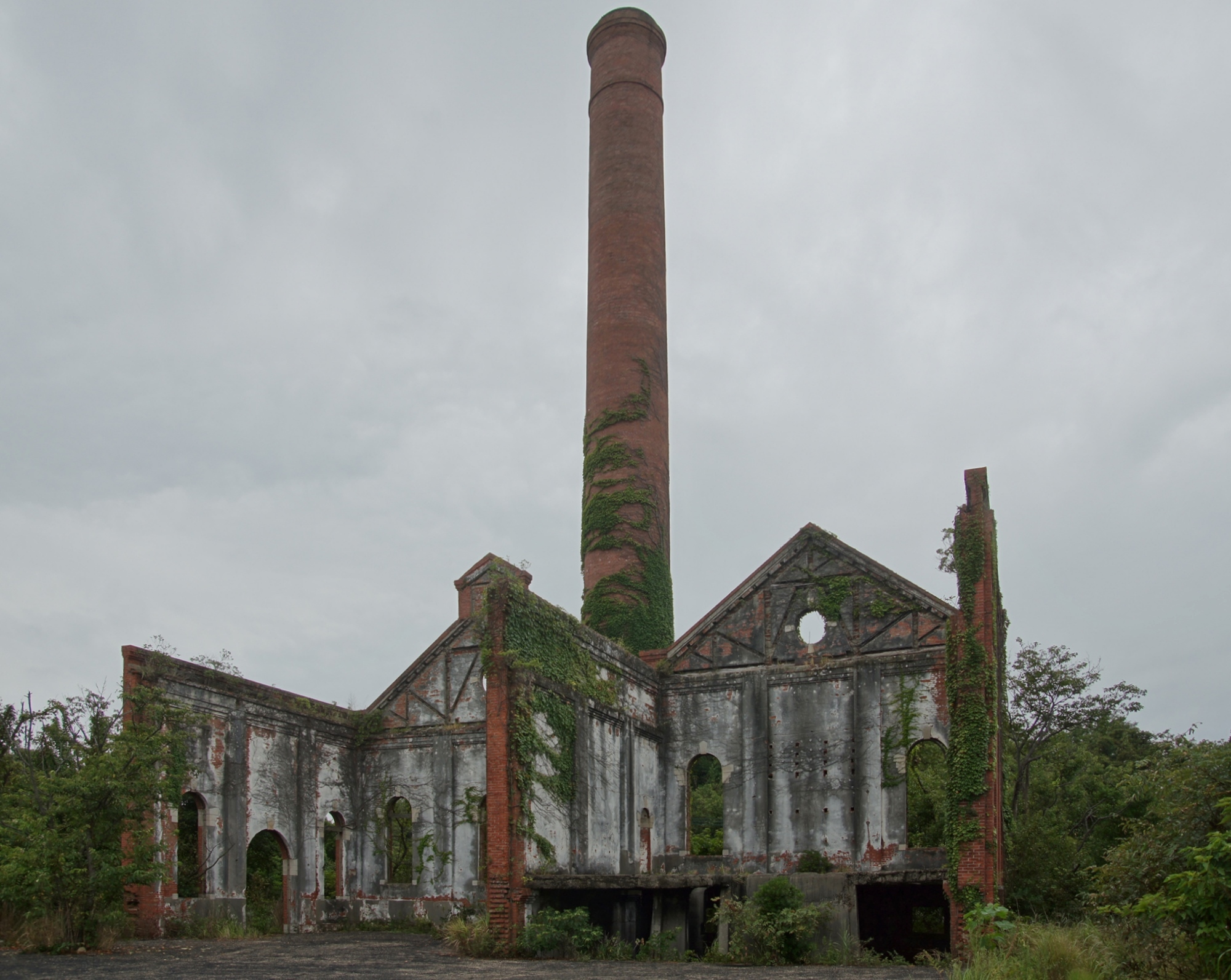
発電所跡。

岡山県の実業家・坂本金弥は公害問題を避けるため、1907年(明治40年)ごろに都窪郡帯江村（現在の倉敷市）にあった帯江銅山の製錬所を犬島に移設した。冶金技術者の池田謙三によって設計されたこの製錬所の建設には、金弥の弟で、1906年(明治39年)に京都理工科大学の機械科を卒業した坂本鑒四郎があたり、同じ年に東京帝国大学の応用化学科を卒業した工学士、武藤與作が技術管理者として創業当初から金弥の事業を助けたという。
こうして完成した犬島製錬所は1日約4万貫 の銅鉱石を処理可能なもので、鉱炉の増築次第では目下の能力の2倍まで直ちに増加できるように造られていたとされる。しかし帯江銅山での採掘量が落ち、採算の悪化が目立ってきたために、1913年(大正2年)、同鉱山ならびに犬島製錬所は112万5000円で藤田組に売却された。買収後、藤田組の技師が着任し調査したところ、これらの施設には致命的な問題が複数あり、運用には抜本的な改善が必要なことが明らかになった。製錬所内の製錬施設はアメリカ製で日本の鉱石の製錬に適さないものであったほか、地勢上の問題からこの製錬所の製錬施設では冷却水に井戸水などの淡水ではなく海水が用いられており、そのため各所に腐食が生じていた。
1917年(大正6年)には製錬所の拡張が行われ、月間の処理量は200万貫にまで増加した が、この拡張により煙害の規模は深刻なものとなり、島ではマツなどの常緑樹が皆無となり、島民への賠償金が増額された。当時、岡山県犬島実務学校に勤じていた歌人の太田郁郎は、この煙害を詠った歌集である『毒煙』を出版している。1918年(大正7年)には精錬所の煤煙が理由で、対岸の牛窓町が稲作で激甚の被害を受けたため、同年の8月4日から8月5日にかけて牛窓町農会が精錬所所員などとともに被害踏査を実施した。また拡張後の製錬所では硫化鉄鉱の酸化により発生する熱を利用することで燃料を削減する「半生鉱吹法」と呼ばれる製錬法が採用されており、同社はこの硫化鉄を確保するため柵原鉱山をはじめとする複数の硫化鉄鉱山を購入したとされている。
製錬所の周辺には社宅、会社専属の演劇場、請願駐在所や飲食店、料理店、旅館などが立ち並び、犬島は三味線や太鼓の音が夜遅くまで聞こえる、辺り一番の都会であったとされる。
当時、第一次世界大戦の影響により銅の価格は暴騰しており、瀬戸内海沿岸には多数の銅製錬所が建築されていた。立地の問題から電錬設備を持てなかった犬島製錬所はこれら他の製錬所との競争に勝つことができず、1918年(大正7年)末には操業休止が決定された。そして大戦の終結により非鉄金属の価格が暴落したため、藤田組はこの製錬所を保有し続けられなくなり、翌1919年(大正8年)には住友総本店に42万円で譲渡した。住友総本店は製錬所を別子銅山所管に移すも、1932年(昭和7年)には製錬所そのものを廃止した。
住友総本店は製錬所の管理を、当地の供給所を管理していた中村清三郎に受託しており、中村は「カナメ」と呼ばれる銅製錬後に残る鉱滓を、水分の蒸発を早めるために塩田にすき込む砂利や、化粧壁に加工する事業を行った。中村は住友総本店より製錬所を購入し、昭和40年代まで事業を行った。
1935年(昭和10年)には犬ノ島に建設された日本硫黄株式会社岡山工場が操業をはじめ、それに伴い福島県から犬島へ多くの従業員が移住した。沼尻鉱山で採れた硫黄を鉄道と船で運ぶことで年8500トンの二硫化炭素を生産し、最盛期には80基の炉が建っていたものの1967年(昭和42年)に会社は整理され、従業員は全員解雇された。翌年の1968年(昭和43年)にはこの跡地に曽田香料株式会社岡山工場が建ち、従業員を引き継ぎ雇用した。

### 現代

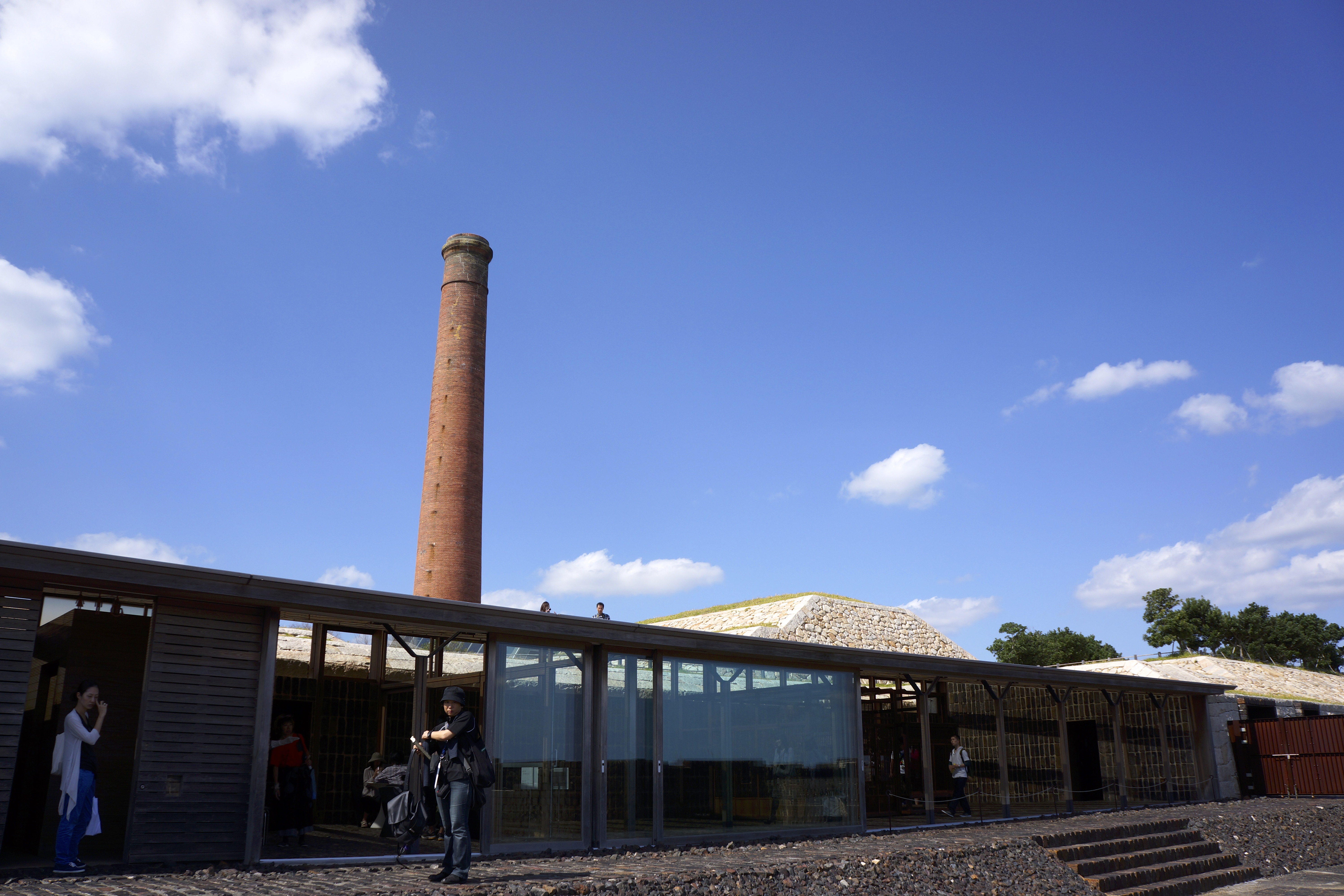
犬島精錬所美術館本館。

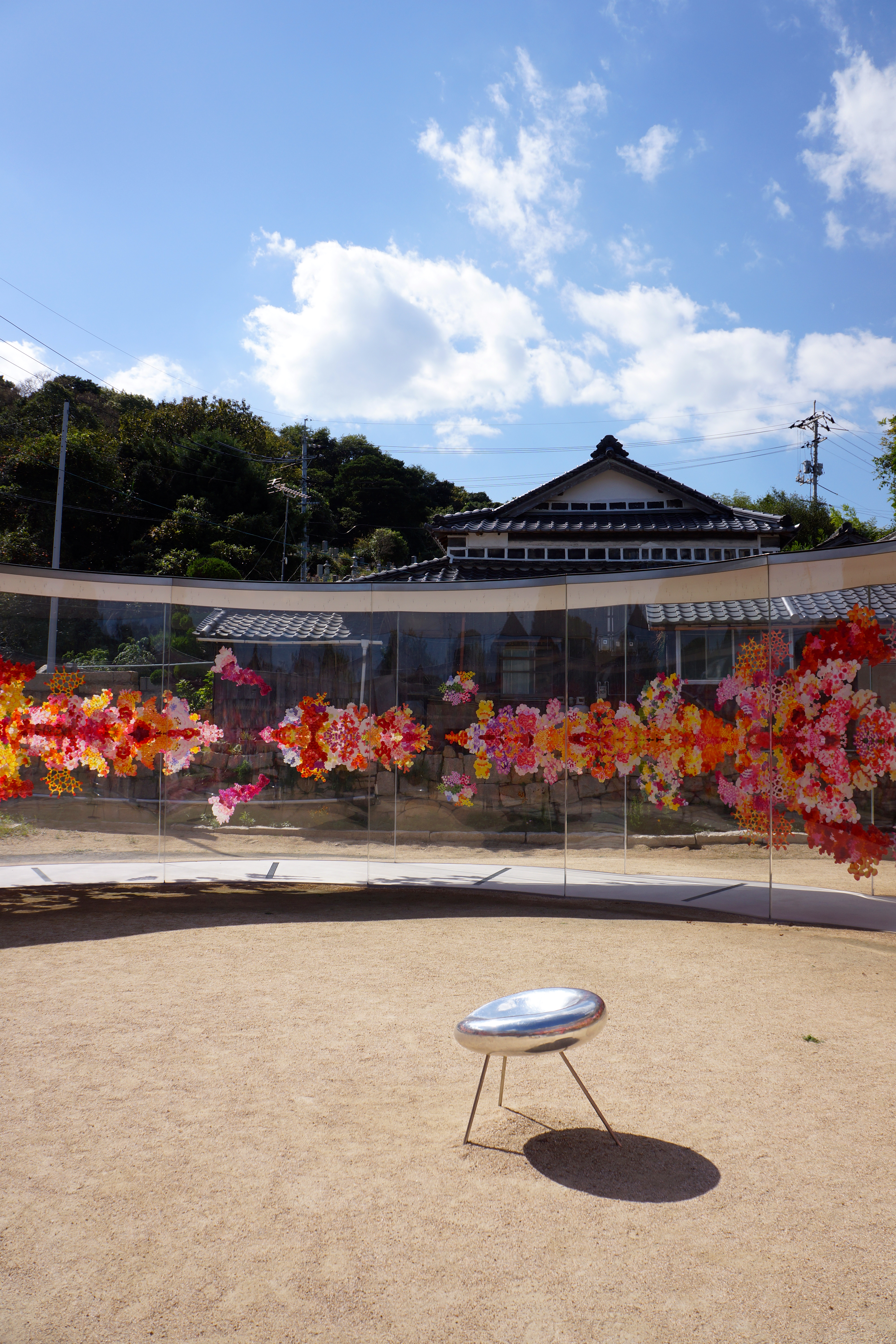
犬島「家プロジェクト」A邸/リフレクトゥ。荒神明香制作。

ニューヨークに拠点を置き多くの国際展などに招待される現代美術家の柳幸典は1995年(平成7年)に直島コンテンポラリー・アート・ミュージアム（1992年当時）での個展に招待された機会に犬島を訪れ、犬島プロジェクトを構想。株式会社ベネッセコーポレーション代表取締役社長（当時）の福武總一郎に精錬所廃墟を自然エネルギーとアートで再生するプロジェクト原案を提案。ニューヨークからスタジオを移し３年間この島に拠点を構えるなど、福武の支援を得てプロジェクトの実現に活動した。また2002年(平成14年)の7月には「犬島アーツフェスティバル」が開催され、メインイベントとして劇団維新派が旧犬島製錬所の跡地で舞台『カンカラ』を上演した。この舞台は4000人を動員した。また2004年(平成16年)からは毎年夏期にアートプロジェクト『犬島時間』が開催されており、犬島の夏の恒例行事として賑わいをみせている。
ベネッセホールディンクス最高顧問で、公益財団法人福武財団の理事長である福武總一郎は、ベネッセアートサイト直島の活動を香川県の直島から備讃瀬戸に散らばる他の島に広げることを模索していた。福武は、犬島が日本の発展の下で大きなダメージを受けた地域であったことなどから新たな拠点の建設地としてこの地を選んだ。また当時、犬島製錬所の跡地に医療廃棄物の処分場を作る計画があり、福武はこれによって犬島が第2の豊島となることを何としても防ぎたかった。
用地の買収は難航したものの、福武は2001年(平成13年)の6月には精錬所跡地の取得を終わらせた。福武はかねてから大阪万国博覧会の開催された年、また三島事件のあった年でもある1970年を境に、日本は悪い方向に進みつつあると考えていた。彼は前東京都知事で小説家でもある、猪瀬直樹より譲り受けた三島由紀夫の解体された旧宅を柳に託し、この島に新しく建てられる美術館に置くアート作品の素材としてこれらを使わせた。また福武は建築家の三分一博志に美術館の設計を依頼した。これらの設計には幾回もの協議が重ねられ、方向性が定まるまでには7～8年を要した。
三分一は発注者である福武の「在るものを生かし、ないものを創る」というメッセージとプロジェクト原案を構想した柳とのコラボレーションを軸に、カラミ煉瓦 づくりの工場跡や大煙突などが残る精練所遺構を保存、再生し、電気を用いず自然エネルギーだけで館内を快適に保つ、環境に負荷を与えない建築を実現した。2006年(平成18年)に着工され、2008年(平成20年)にオープンした『犬島アートプロジェクト「精錬所」』は日本建築学会賞および日本建築大賞を受賞した。以前は予約者のみ見学可能だったが、2010年度以降は事前予約が不要になり、自由鑑賞制を導入している。
2010年(平成22年)に開催された瀬戸内国際芸術祭では犬島が会場の1つとなり、のべ8万4000人が来島した。
2014年(平成26年)5月12日には犬島にある岡山化学工業の工場より、ポンプの不都合からガス付臭剤の原料であるt-ブチルメルカプタン30リットルが漏れ出し、岡山市東区、北区や現場から約60km離れた吉備中央町などから「ガス漏れのようなにおいがする」といった通報が相次いだ。

### 沿革
- 1862年(文久2年) - 久々井村から分村して釜島郡犬島村となる[41]。
- 1875年(明治8年) - 久々井村へ復帰する[41]。
- 1882年(明治15年) - 再び犬島村として分離する[41]。
- 1889年(明治22年)6月1日 - 町村制施行に伴い朝日村が発足。朝日村犬島となる。
- 1955年(昭和30年)4月1日 - 町村合併により西大寺市に編入される。
- 1969年(昭和44年)2月18日 - 西大寺市が岡山市に合併される。
- 2009年(平成21年)4月1日 - 岡山市の政令指定都市移行に伴い岡山市東区犬島となる。

### 人口の推移
2010年(平成22年)国勢調査の人口は54人だった。島固有の地理的･自然的な制約や主産業の不在、また、少子高齢化の進行を反映して人口は減少し続けており、島内には空き家も見受けられる。また、年齢構成は、年少人口0人(0.0%)、生産年齢人口11人(20.4%)、老年人口43人(79.6%)と、老年人口が大半となっている。高齢化率は平成12年の約53.6%から約79.6%へと大幅に上昇し、高齢化が急速に進んでいる。
総数 [戸数または世帯数： 、人口： ]
| 1722年(享保6年)            | 2戸 13人     |
| 1804年から1818年(文化年間) | 14戸 73人    |
| 1862年(文久2年)            | 22戸 110人   |
| 1872年(明治5年)            | 27戸 149人   |
| 1887年(明治20年)           | 28戸 122人   |
| 1919年(大正8年)            | 240戸 1200人 |
| 1935年(昭和10年)           | 280戸 1500人 |
| 1955年(昭和30年)           | 220戸 843人  |
| 1965年(昭和50年)           | 133戸 353人  |
| 2010年(平成22年)           | 35戸 54人    |

## 生活

### 交通

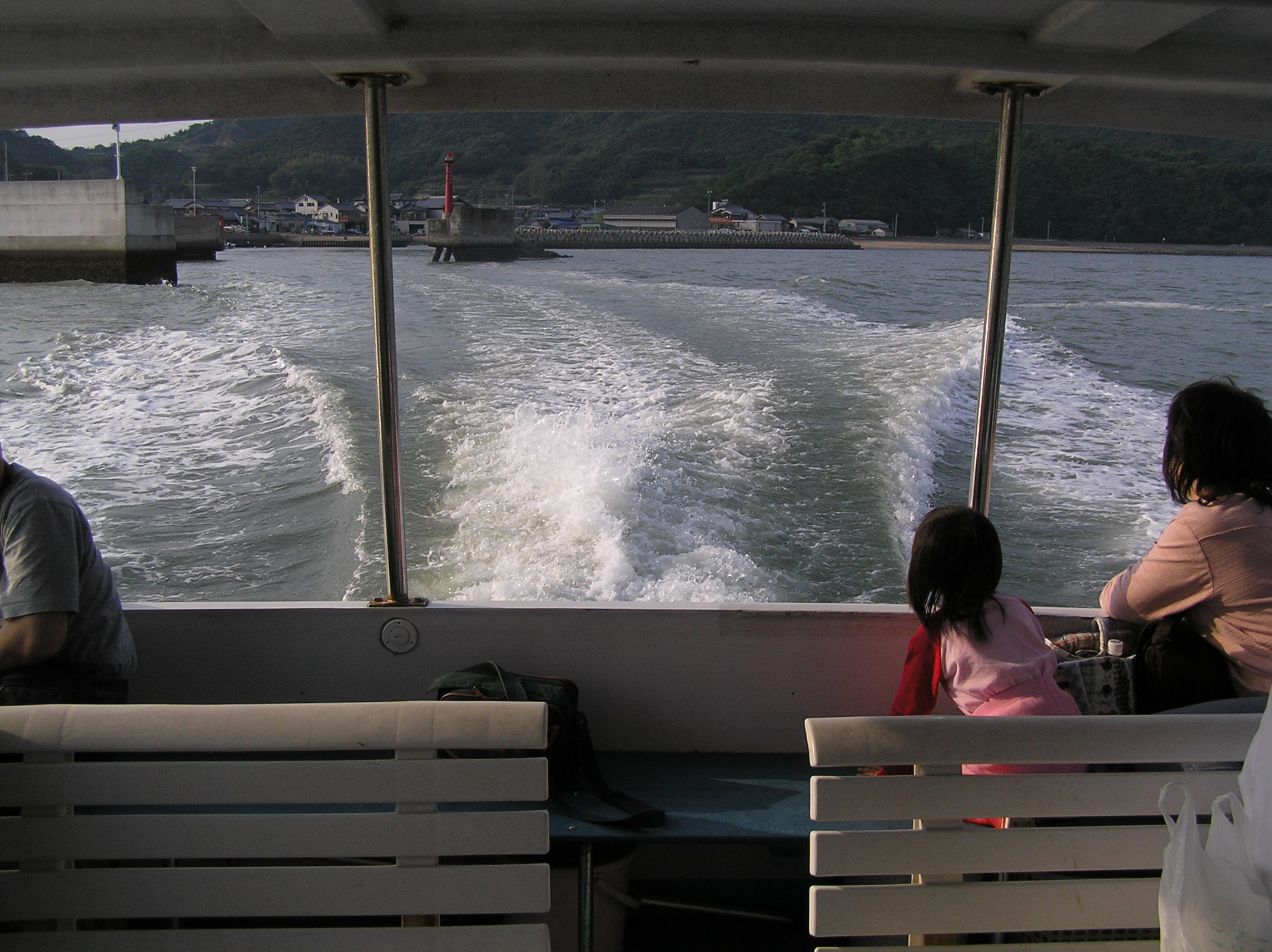
犬島に向かう定期船。

岡山市が運営する地方港湾である犬島港が存在する。平時は本土側の宝伝港まで定期船の「あけぼの丸」が1日6便から7便、直島の宮浦港まで四国汽船の高速旅客船が1日3便運航されている。瀬戸内国際芸術祭の期間中はこれらの定期便が増便されるほか、小豆島急行フェリーより1日3便の臨時便が出る。
住民の唯一の交通手段である船便を確保する必要から、2013年度現在、本土と接続する定期船に対しては岡山市が経営上の補填を実施し、航路を維持・確保している。近年は、瀬戸内国際芸術祭開催等により、多くの人が島を訪れ、船便の利用者も増加し、経営状況は安定しているが、将来の見通しについては不安定な要素も多い。宝伝港への交通アクセスは現在両備バスが特定日のみ運転している岡山駅から天満屋を経由する1往復の臨時直行バスのみで、かつて存在した宝伝・久々井線は2022年に廃止されている。島内の道路は舗装状態が良くないことから、道路修繕が随時実施されているが、車椅子等での移動には負担が生じる箇所もあり、バリアフリー化などの対応が望まれている。

### 教育
1893年(明治26年)に邑久郡朝日村立朝日尋常小学校犬島分教場が、1947年(昭和22年)に邑久郡幸島村、朝日村、大宮村、太伯村学校組合立山南中学校犬島分校が設立されている。1955年(昭和30年)に犬島分教場は犬島小学校に、1956年(昭和31年)に犬島分校は犬島中学校となったが1991年(平成3年)3月31日に犬島小学校および犬島中学校は閉校し、それぞれ岡山市立朝日小学校、岡山市立山南中学校に統合された。また同年には犬島小学校の敷地内にあり、1987年(昭和62年)より休園状態にあった犬島幼稚園も閉園された。

### 医療
犬島診療所1ヵ所において週1回の診療が行われているが、医師は常駐していない。そのため診療所で対応できない場合は、本土の医療機関へ通院しなければならず、住民にとって身体的、時間的、経済的に大きな負担となっている。その他、年2回の巡回船による集団検診が実施されている。高齢化が進む住民の間には医療に対する不安が大きく、健康で安心して暮らせるための医療環境の整備を望む声が強い。健康相談をはじめ、疾病予防、治療、リハビリテーションなど一連の医療サービスの提供が求められている。島内には場外離着陸場が3ヶ所あり、救急患者が発生した場合は、岡山市消防局の消防防災ヘリコプター「ももたろう」のほか岡山県の「きび」、岡山県警察航空隊の「わしゅう」、岡山県倉敷市に位置する川崎医科大学付属病院のドクターヘリの出動を要請することにより救急患者の搬送が可能であるが、夜間や悪天候時のフライトは困難を伴う。

### インフラ
電話、テレビは全世帯に普及し、地上デジタル放送のエリア対応も完了済みであり、携帯電話についても、ほぼ通信可能なエリアとなっている。また、インターネットについては、ADSLや第3世代携帯電話による高速インターネット通信が可能となっている。しかし、最新の情報通信サービスである超高速ブロードバンド環境はいまだ整備されていないが、六管区水路通報六管区 2021年9月10日発行(35号)によると瀬戸内海−岡山水道付近、犬島北方 海底線敷設作業が行われている。岡山市が推進する「高度無線環境整備推進事業」により2022年4月4日からフレッツ 光ネクスト・フレッツ 光ライトの提供エリアとなる。
上水道については、1975年(昭和50年)に簡易水道の敷設が完成しており、現在は全世帯において本土からの海底送水が行われている。海底送水が行われる以前は島内10ヶ所に位置する井戸より生活用水が取られていたが、島民は慢性的な水不足に悩まされており、その影響から皮膚病、消化器疾患の罹患者数は本州のそれよりも多かった。ごみ処理については、本土から収集車を運搬し、ごみの分別収集が行われているが、住民数の減少が続いており、コスト面での課題がある。し尿処理については、軽四バキューム車により各家庭から収集し、犬島浄化センターで処理を行っている。ごみ収集と同様、住民数の減少に伴いコスト面での課題がある。

## 経済
1977年(昭和52年)時点では多くの住民は半農半漁の生活を営んでおり、また壮年者には犬ノ島にある曽田香料の工場で働くものも多かった。本島における2010年(平成22年)の産業別就業者をみると、就業者数15人のうち、第1次産業が1人で6.6%、第2次産業が2人で13.3%、第3次産業が12人で80.0%となっている。第1次産業は漁業従事者で、第2次産業では、長年の間犬島の産業を特徴付けてきた石材業が、現在は1ヵ所を残すのみとなっている。第3次産業としては、商店、バンガロー、飲食店などが営まれているが、数軒あった商店、バンガローはそれぞれ1軒のみとなっている。経営者の高齢化、後継者不足、一年を通しての集客が課題となっており、店舗等の減少は、今後、住民生活のみならず観光面においても支障となることが懸念される。一方、島外者が港付近でカフェをオープンさせたり、地元の愛郷者による犬島石のPRやそれを使った商品開発など、新たな動きも一部で見受けられる。
| 項目名                   | 単位（人） |
| ------------------------ | ---------- |
| 総数（職業）             | 15         |
| 管理的職業従事者         | 2          |
| 事務従事者               | 2          |
| 販売従事者               | 3          |
| サービス職業従事者       | 3          |
| 農林漁業従事者           | 1          |
| 生産工程従事者           | 1          |
| 運搬・清掃・包装等従事者 | 3          |

### 犬島石
犬島石は犬島、及び犬島諸島内で採掘される御影石材の通称である。「犬島みかげ」とも呼ばれる。他の産地と比較して雲母の結晶が小さく、均等に疎に混ざっているという特徴を持っている。また国内産の石材ではもっとも硬いもののひとつであり、石積み用材として多く使われている。

### 観光
1995年(平成7年)の夏には島の南東部に海水浴場が造られた。
1999年(平成11年)4月18日には廃校となった学校跡地にシーカヤックや天体観測が体験できる宿泊定員50人の短期滞在型生涯学習施設「犬島自然の家」が整備され、同年4月28日には海水浴場に隣接して40個のテントサイトを有する犬島キャンプ場がオープンした。また、島の周辺海域が釣りの適地であることから年間を通じて釣り客が訪れている。
犬島海水浴場については、安全に運営するための人員確保が困難となり、海水浴需要の減少等もあることから2024年（令和6年）に廃止が決定された。
前述のとおり現代の犬島では複数のアートイベントが開かれており、また2008年に犬島アートプロジェクト「精錬所」（現・犬島精錬所美術館）がオープンしたこともあって犬島は現代アートの島として脚光を浴びた。それをきっかけに多くの観光客が来島し、住民とふれあい、交流を深めることになった。今では、住民も観光客を自然に受け入れ、新たな現代アートの島としてのイメージも定着しつつある。

## 文化

### 社寺
犬ノ島には1469年(文明元年)に天満宮が建立され、明治時代に本島の北西部に移築されている。相殿に八幡大神、春日大神を祀っており、犬ノ島の昔の姿が描かれた絵馬が奉納されている。犬島北東部には大山祇命を祀る山神社があり、年に3回の祭日には島中の人たちが参拝してにぎわったとされる。その裏手には大燈籠の跡があり、灯台の役目をしていたと言われている。本島対岸にある犬ノ島には犬石明神があり5月3日には祭りが行われる。

### その他
犬島では伊勢大神楽が行われている。本島は古来より採石が盛んであり、危険な仕事のため、神楽師に清めていただくと事故が起きないと信じられてきた。各家庭を清めた後は、島の中心の広場で「大まわし」が行われる。神楽舞と法下芸（ほうかげい）があり、献燈の曲など八舞八曲の芸を披露している。
犬島製錬所はテレビドラマ『西部警察シリーズ』の最終話や映画『瀬戸内少年野球団』『カンゾー先生』『鉄人28号』などのロケに使われた。